# Patrice Mourier

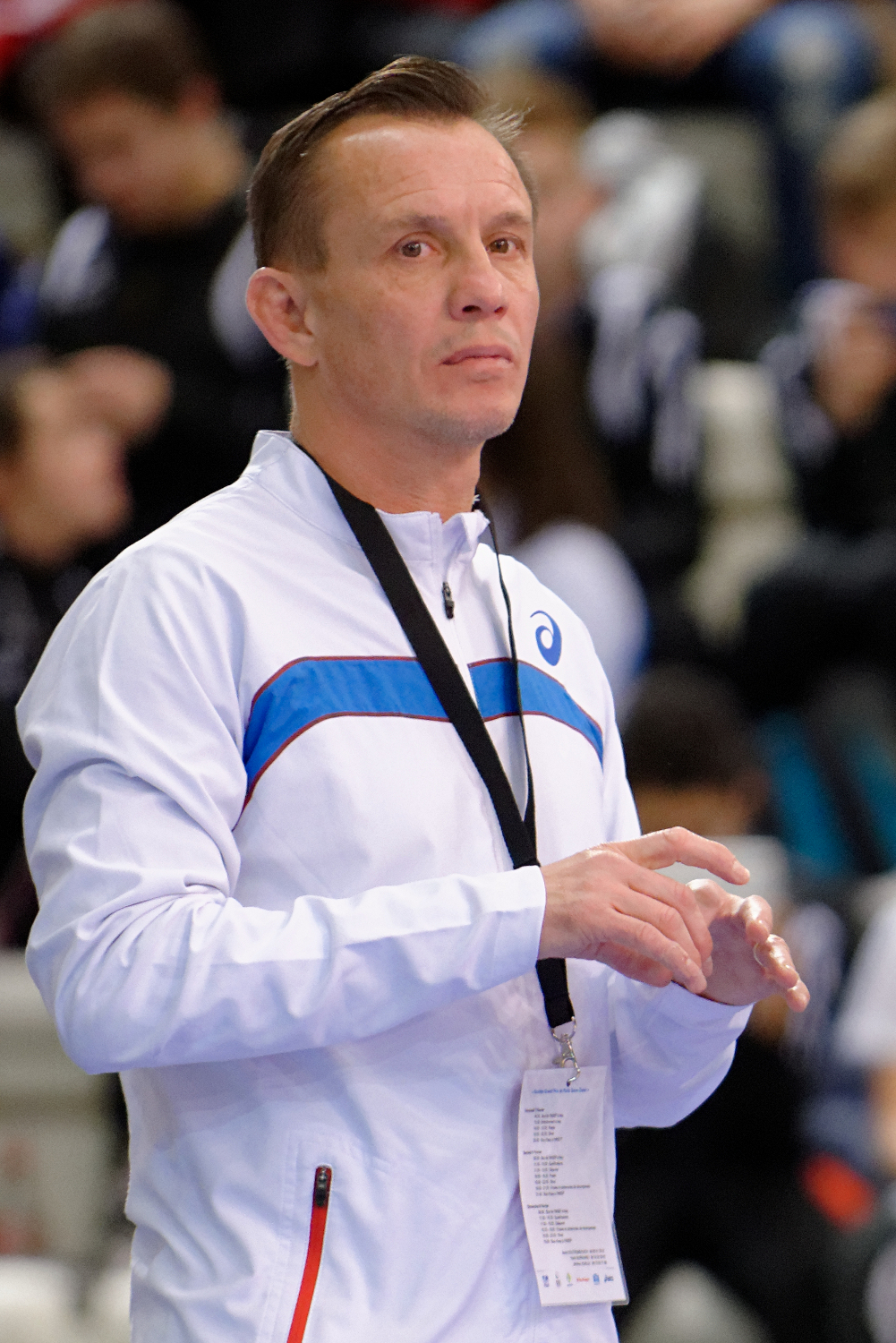
Patrice Mourier 2014

Patrice Mourier (* 10. April 1962) ist ein ehemaliger französischer Ringer und Weltmeister 1987 sowie Europameister 1990 im griech.-röm. Stil im Bantamgewicht.

## Werdegang
Patrice Mourier begann als Jugendlicher in Lyon, wo er Mitglied des dortigen Ringerclubs (LC) wurde, mit dem Ringen. Unter dem Trainer Vidal lernte er sehr schnell und entwickelte sich zu einem ausgezeichneten Ringer im griech.-röm. Stil, dem Stil, den er ausschließlich rang. Bereits als Junior errang er bei der Weltmeisterschaft der "Juniors" (bis zum Lebensalter von 18 Jahren) im Jahre 1980 in Colorado Springs eine Bronzemedaille im Fliegengewicht.
Danach dauerte es aber mehrere Jahre, bis er sich auch bei den Senioren in die Weltspitze hineingekämpft hatte. Er erreichte zwar bei einigen regionalen internationalen Meisterschaften und Turnieren gute Platzierungen und kam bei den Olympischen Spielen 1984 in Los Angeles im Bantamgewicht auf den 9. Platz, der eigentliche Durchbruch gelang ihm aber erst 1987, als er bei der Europameisterschaft in Tampere im Bantamgewicht den 3. Platz belegte und dabei solch gute Ringer wie András Sike aus Ungarn, Sergej Bulanow aus der UdSSR und Haralambos Holidis aus Griechenland hinter sich ließ. Für einen Paukenschlag sorgte Patrice Mourier dann bei der Weltmeisterschaft des gleichen Jahres in Clermont-Ferrand. Er wurde dort in überlegenem Stil vor dem deutschen Meister Rıfat Yıldız und Europameister Keijo Pehkonen aus Finnland Weltmeister.
Im Jahre 1988 kam er bei der Europameisterschaft in Kolbotn/Norwegen im Bantamgewicht auf den 5. Platz. Er startete als amtierender Weltmeister dann auch bei den Olympischen Spielen in Seoul. Dort schied er aber schon nach zwei Niederlagen aus und konnte sich nicht unter den ersten zehn Ringern platzieren. Seine genaue Platzierung ist unbekannt.
Nach einem etwas schwächeren Jahr 1989 war Patrice Mourier 1990 wieder sehr erfolgreich. Zunächst wurde er im Frühjahr dieses Jahres in Poznań Europameister im Bantamgewicht vor Andras Sike, Rifat Yildiz und dem sowjetischen Sportler Sergej Sabiejworota und dann gewann er im Herbst 1990 bei der Weltmeisterschaft in Rom die Bronzemedaille. 1991 folgten ein 7. Platz bei der Europameisterschaft in Aschaffenburg und ein guter 4. Platz bei der Weltmeisterschaft in Warna.
Bei den Olympischen Spielen 1992 in Barcelona versuchte Patrice Mourier noch einmal eine olympische Medaille zu gewinnen. Er schied aber schon frühzeitig aus und kam nur auf den 10. Platz.
Danach beendete er seine internationale Ringerlaufbahn. Er absolvierte eine Trainerausbildung und war lange Jahre Trainer der französischen Ringernationalmannschaft im griech.-röm. Stil. Jetzt ist er als hoher Funktionär im französischen Ringerverband tätig.

## Internationale Erfolge
(OS = Olympische Spiele, WM = Weltmeisterschaft, EM = Europameisterschaft, GR = griech.-röm. Stil, Fl = Fliegengewicht, Ba = Bantamgewicht, damals bis 52 kg bzw. 57 kg Körpergewicht)
- 1980, 3. Platz, Junioren-WM (Juniors) in Colorado Springs/USA, GR, Fl, hinter Dieter Schwind, BRD u. Mikael Van Ampt, Schweden;

- 1982, 5. Platz, EG-Meisterschaft in Bazel-Kruibeke/Belgien, GR, Ba, hinter Julien Mewis, Belgien, Jürgen Lutterer, BRD, Kakopis, Griechenland und F. Graf, Schweiz;

- 1983, 4. Platz, Mittelmeerspiele in Casablanca, GR, Ba, hinter Serhat Karadag, Türkei, Ali Lachkar, Marokko u. Antonio Caltabiano, Italien u. vor Haralambos Holidis, Griechenland;

- 1984, 7. Platz, EM in Jönköping, GR, Ba, nach Niederlagen gegen Ilpo Seppälä, Finnland u. Antonio Caltabiano;

- 1984, 9. Platz, OS in Los Angeles, GR, Ba, nach Niederlagen gegen Nicolae Zamfir, Rumänien u. Park Byung-Hyo, Südkorea;

- 1985, 1. Platz, Turnier in Reims, GR, Ba, vor Krassimir Iliew, Bulgarien u. Calergo Marrow, Frankreich;

- 1985, 3. Platz, Großer Preis der Bundesrepublik Deutschland in Aschaffenburg, GR, Ba, hinter Kamil Fatkulin, UdSSR u. Wassili Fomin, UdSSR u. vor Maik Bitterling, DDR u. Walter Wölfelschneider, BRD;

- 1985, 6. Platz, WM in Kolbotn/Norwegen, GR, Ba, hinter Stojan Balow, Bulgarien, Oganes Arutjunjan, UdSSR, Amadorys G. Labrado, Kuba, Haralambos Holidis u. Masanori Miyake, Japan;

- 1986, 3. Platz, Großer Preis der BRD in Freiburg im Breisgau, GR, Ba, hinter Oganes Arutjunjan u. Frank Wohlgemuth, DDR u. vor Kohout, CSSR u. Rıfat Yıldız, Türkei (Rifat Yildiz wurde erst 1987 in der BRD eingebürgert);

- 1987, 5. Platz, Grand-Prix-Turnier, GR, Ba, hinter Sergej Bulanow, UdSSR, Emil Iwanow, Bulgarien, András Sike, Ungarn u. Rifat Yildiz, BRD;

- 1987, 3. Platz, EM in Tampere, GR, Ba, hinter Keijo Pehkonen, Finnland und Emil Radojew, Bulgarien u. vor Andras Sike, Sergej Bulanow u. Haralambos Holidis;

- 1987, 1. Platz, WM in Clermont-Ferrand, GR, Ba, vor Rifat Yildiz, Keijo Pehkonen, Anthony Amado, USA, Ronny Sidge, Norwegen u. Emil Iwanow;

- 1987, 1. Platz, FILA-Grand-Prix in Budapest, GR, Ba, vor Emil Iwanow, Keijo Pehkonen, Rifat Yildiz u. Anthony Aamado;

- 1988, 1. Platz, Großer Preis der CSSR in Prag, GR, Ba, vor Rifat Yildiz u. Terho Kettunen, Finnland;

- 1988, 5. Platz, EM in Kolbotn, GR, Ba, hinter Alexander Schestakow, UdSSR, Stojan Balow, Andras Sike u. Rifat Yildiz u. vor Haralambos Holidis;

- 1988, 1. Platz, Mittelmeerspiele in Latakis/Griechenland, GR, Ba, vor Haralambos Holidis, Serhat Karadag u. Antonio Molino, Italien;

- 1989, 6. Platz, EM in Oulu, GR, Ba, hinter Keijo Pehkonen, Emil Iwanow, Sergej Bulanow, Radu Strubert, Rumänien u. Zoran Galovic, Jugoslawien;

- 1989, 11. Platz, WM in Martigny, GR, Ba, Sieger: Alexander Ignatenko, UdSSR vor Remzi Öztürk, Türkei u. An Han-Bong, Südkorea;

- 1990, 1. Platz, EM in Poznań, GR, Ba, vor Andras Sike, Rifat Yildiz, Sergej Sabiejworota, UdSSR, Pierre Dikanda, Schweden u. Kiril Stefanow, Bulgarien;

- 1990, 3. Platz, WM in Rom, GR, Ba, hinter Rifat Yildiz u. Alexander Schestakow u. vor Michizo Fugioka, Japan, Ahadory Gonzalez, Kuba u. Si Jen-Chui, Südkorea;

- 1991, 7. Platz, EM in Aschaffenburg, GR, Ba, hinter Alexander Ignatenko, Marian Sandu, Rumänien, Rifat Yildiz, Zoran Galovic, Andras Sike u. Emil Iwanow;

- 1991, 1. Platz, Mittelmeerspiele in Athen, GR, Ba, vor Isaac Theodoridis, Griechenland, Nader Al-Sobei, Syrien u. Ergueder Bekisdanrat, Türkei;

- 1991, 4. Platz, WM in Warna, GR, Ba, hinter Rifat Yildiz, Alexander Ignatenko u. Andras Sike u. vor Zoran Galovic u. Michizo Fugioka;

- 1992, 10. Platz, OS in Barcelona, GR, Ba, Sieger: An Bong-Han vor Rifat Yildiz u. Sheng Zetiang, China